# مايكل بيت
مايكل بيت (بالإنجليزية: Michael Pitt)‏ هو عازف قيثارة وعارض ومغني وموسيقي وملحن وممثل أمريكي، ولد في 10 أبريل 1981 بويست أورنج في الولايات المتحدة. بدأ مشواره المهني سنة 1998.

## أعمال

### أفلام
- (1998) 54[7]
- (2000) العثور على فوريستر[8]
- (2001) بولي
- (2002) القتل بالأرقام[9]
- (2003) حالمون[10]
- (2004) القرية
- (2007) ألعاب مضحكة[11]
- (2007) الحرير
- (2011) هيوغو[12]
- (2012) المختلين السبعة[13]
- (2015) المجرم
- (2017) غوست إن ذا شيل[14]

## وصلات خارجية
- مايكل بيت على موقع IMDb (الإنجليزية)
- مايكل بيت على موقع ميتاكريتيك (الإنجليزية)
- مايكل بيت على موقع روتن توميتوز (الإنجليزية)
- مايكل بيت على موقع قاعدة بيانات الأفلام العربية
- مايكل بيت على موقع ألو سيني (الفرنسية)
- مايكل بيت على موقع ميوزك برينز (الإنجليزية)
- مايكل بيت على موقع أول موفي (الإنجليزية)
- مايكل بيت على موقع أول موفي (الإنجليزية)
- مايكل بيت على موقع قاعدة بيانات الأفلام السويدية (السويدية)
- مايكل بيت على موقع إن إن دي بي (الإنجليزية)